# George Karrys
George Karrys, född den 15 februari 1967 i Toronto, Kanada, är en kanadensisk curlingspelare.
Han tog OS-silver i herrarnas curlingturnering i samband med de olympiska curlingtävlingarna 1998 i Nagano.